# To Discover and Forget
To Discover and Forget è il primo album in studio del cantautore italiano Tananai, accreditato con lo pseudonimo Not for Us, pubblicato il 13 ottobre 2017.

## Descrizione
Il progetto discografico si compone di tredici tracce scritte, composte e prodotte dallo stesso cantautore con la collaborazione di altri artisti, tra cui Jamie Sung, Rhett Rowan, Ben Alessi e Chance Fischer.

## Tracce
1. You Told Me – 2:17 (Alberto Cotta Ramusino)
2. Waiting for a Sign (feat. Jamie Sung) – 1:50 (Alberto Cotta Ramusino, Jamie Sung)
3. Warm Clothes – 2:48 (Alberto Cotta Ramusino)
4. Do Me Wrong – 2:09 (Alberto Cotta Ramusino)
5. Days (feat. Jamie Sung) – 2:59 (Alberto Cotta Ramusino, Jamie Sung)
6. My Apartment (feat. Rhett Rowan) – 3:10 (testo: Rhett Rowan – musica: Alberto Cotta Ramusino, Rhett Rowan)
7. See My Face – 2:56 (Alberto Cotta Ramusino)
8. And Uh Uh (Interlude) – 2:20 (Alberto Cotta Ramusino)
9. Remember (feat. Ben Alessi) – 4:15 (Alberto Cotta Ramusino, Ben Alessi)
10. Knit Me a Coffin (feat. Chance Fischer) – 3:14 (testo: Chance Fischer – musica: Alberto Cotta Ramusino, Chance Fischer)
11. To Discover and Forget – 3:07 (Alberto Cotta Ramusino)
12. Quicksand – 4:25 (Alberto Cotta Ramusino)
13. Remember (Canblaster Remix) – 6:52 (Alberto Cotta Ramusino, Ben Alessi)